# 費多·安托諾夫
费多·法希樂維奇·安托诺夫（俄语：Федор Васильевич Антонов，1904年—1990年）是一位俄罗斯艺术家。他出生在坦波夫，父亲來自勞工階級。他从1916年到1920年開始学习艺术，后来搬到莫斯科。从1922年到1929年他就读于莫斯科高等艺术暨技术学院。在1927年，他开始展覽，而在1931年，他成为藝術學會IzoBrigada的一员。
在1920年代和1930年代的安东诺夫作為一位成功纺织品设计师（以碑銘體（monumentalist）的形式），最终則在莫斯科纺织研究所任教。 此外，他在1930年代和1940年代曾經做過畫家，並因為他的感傷氛圍以及肖像画而逐漸為人所知。他往往采用明亮的纯色彩。在1942年八月15日，他苏联空军的海报作品展現妇女所造成的暴力，并在8月31日刊登50,000刷的《文学和艺术》封面。他在莫斯科去世。